# Hurricane Bar
Hurricane Bar är det svenska rockbandet Mando Diaos andra album, släppt i Sverige i september 2004 och internationellt året därpå. Namnet Hurricane Bar kommer från en anrik rockklubb i Borlänge som huserar i en lokal som heter Rockfickan på restaurang Bolanche.

## Låtlista
Samtliga låtar skrivna av Björn Dixgård och Gustaf Norén.
1. "Cut the Rope" - 1:49
2. "God Knows" - 3:50
3. "Clean Town" - 3:41
4. "Down in the Past" - 3:56
5. "You Can't Steal My Love" - 5:27
6. "Added Family" - 4:16
7. "Annie's Angle" - 3:02
8. "If I Leave You" - 2:51
9. "Ringing Bells" - 2:34
10. "This Dream Is Over" - 3:22
11. "White Wall" - 3:49
12. "All My Senses" - 4:10
13. "Kingdom & Glory" - 4:14
14. "Next to Be Lowered" - 3:42
15. "You Can't Steal My Love" (video)
16. "Clean Town" (video)
17. "God Knows" (video)

### Bonusspår
1. "Your Lover's Nerve" - 03:28
2. "Jeanette" - 04:10

## Listplaceringar
| Lista (2004-2006) | Topplacering |
| ----------------- | ------------ |
| Schweiz           | 26           |
| Sverige           | 5            |
| Österrike         | 25           |